# Кристал Спрингс (Флорида)
Кристал Спрингс (енгл. Crystal Springs) насељено је место без административног статуса у америчкој савезној држави Флорида.

## Демографија
По попису из 2010. године број становника је 1.327, што је 152 (12,9%) становника више него 2000. године.
| Група             | 2000.         | 2010.         |
| Белци             | 1.081 (92,0%) | 1.165 (87,8%) |
| Афроамериканци    | 7 (0,6%)      | 12 (0,9%)     |
| Азијати           | 1 (0,1%)      | 16 (1,2%)     |
| Хиспаноамериканци | 63 (5,4%)     | 114 (8,6%)    |
| Укупно            | 1.175         | 1.327         |